# 阿尔·乔伊纳
阿尔·乔伊纳（英語：Al Joyner，1960年1月19日—），美国男子田径运动员，主攻三级跳远。他曾代表美国参加1984年夏季奥林匹克运动会田径比赛，获得男子三级跳远金牌。